# Deja Vu (canção de Post Malone)
"Deja Vu" é uma canção do cantor e rapper estadunidense Post Malone, gravada para seu álbum de estreia Stoney (2016). Conta com participação do cantor canadense Justin Bieber. Foi lançada pela Republic Records em 9 de setembro de 2016 como quarto single do álbum.

## Posições nas tabelas musicais
| Tabela musical (2016)                        | Melhor posição |
| -------------------------------------------- | -------------- |
| Canadá (Canadian Hot 100)                    | 43             |
| Escócia (Official Charts Company)            | 44             |
| Estados Unidos (Billboard Hot 100)           | 75             |
| Estados Unidos (Billboard R&B/Hip-Hop Songs) | 25             |
| Estados Unidos (Billboard Rhythmic)          | 29             |
| França (SNEP)                                | 151            |
| Nova Zelândia (Heatseekers — RMNZ)           | 1              |
| Reino Unido (UK Singles Chart)               | 63             |

## Certificações
| Região | Certificação | Vendas     |
| --- | ------------ | ---------- |
| Austrália (ARIA) | Platina      | 70.000‡    |
| Canadá (Music Canada) | 2× Platina   | 160.000‡   |
| Estados Unidos (RIAA) | Platina      | 1.000.000‡ |
| Reino Unido (BPI) | Prata        | 200.000‡   |
| *vendas baseadas apenas na certificação ^distribuições baseadas apenas na certificação ‡números de vendas+streaming baseados apenas na certificação |              |            |